# حمود الجابر الصباح
الشيخ حمود الجابر المبارك الصباح (1912 - 14 يوليو 1973)، إبن حاكم الكويت الثامن جابر المبارك الصباح ، وقد تولى رئاسة البلدية بالفترة ما بين 1937 - 1942 في عهد شقيقه حاكم دولة الكويت العاشر الشيخ أحمد الجابر الصباح ، وهو والد كل من النائب الأول لرئيس مجلس الوزراء وزير الداخلية والدفاع السابق الكويتي الشيخ أحمد الحمود الجابر الصباح وأمين سر مجلس الأسرة الحاكمة السابق في الكويت الشيخ راشد الحمود الجابر الصباح.

## حياته العائلية
تزوج من:
- رقية ماجد الجاسم.
- هيلة المطيري.

ولديه من الأبناء:
- الشيخ ناصر الحمود الجابر الصباح.
- الشيحة ليلى الحمود الجابر الصباح.
- الشيخ سالم الحمود الجابر الصباح.
- الشيخة نسيمة الحمود الجابر الصباح.
- الشيخ جابر الحمود الجابر الصباح.
- الشيخ راشد الحمود الجابر الصباح.
- الشيخة شهرزاد الحمود الجابر الصباح.
- الشيخة رشا الحمود الجابر الصباح.
- الشيخ فيصل الحمود الجابر الصباح (توفي صغيراً).
- الشيخ أحمد الحمود الجابر الصباح.
- الشيخ محمد الحمود الجابر الصباح.
- الشيخ مبارك الحمود الجابر الصباح.
- الشيخ علي الحمود الجابر الصباح.
- الشيخ فيصل الحمود الجابر الصباح (بعد وفاه أخيه).